# Copa de Naciones de Futsal de la OFC
La Copa de Naciones de Futsal de la OFC es el principal torneo internacional de fútbol sala de Oceanía.
Fue fundado en 1992 con el fin de servir como clasificación para la Copa Mundial de fútbol sala de la FIFA, aunque con la partida de Australia a la Confederación Asiática de Fútbol en 2006 y con la integración de otros países del Pacífico en la competencia, se comenzó a disputar más seguido para fomentar la práctica del deporte en el continente. A partir de 2013 comenzaron a ser invitadas selecciones pertenecientes a la confederación asiática a las ediciones que no sirven de clasificación para el Mundial de Futsal con el fin de darles a los seleccionados oceánicos rodaje ante equipos que no son del continente.
las Islas Salomón es el seleccionado que más veces se ha coronado campeón, con seis títulos. Por detrás aparece Australia con 5 títulos. Malasia y Nueva Zelanda cuentan con un título cada.
Tanto Australia como Malasia obtuvieron un título cada uno en condiciones de invitados, ya que no pertenecían a la OFC.
El nombre original era Campeonato de Futsal de la OFC, a partir de 2019, el torneo se conoce como Copa de Naciones de Futsal de la OFC.

## Campeonatos
| Año                                  | Sede            | Campeón       | Resultado      | Segundo lugar   | Tercer lugar    | Resultado      | Cuarto lugar         |
| ------------------------------------ | --------------- | ------------- | -------------- | --------------- | --------------- | -------------- | -------------------- |
| Campeonato de Futsal de la OFC       |                 |               |                |                 |                 |                |                      |
| 1992 Detalle                         | Australia       | Australia     | Lig.           | Vanuatu         | Nueva Zelanda   |                |                      |
| 1996 Detalle                         | Vanuatu         | Australia     | Lig.           | Vanuatu         | Fiyi            | Lig.           | Samoa                |
| 1999 Detalle                         | Vanuatu         | Australia     | Lig.           | Fiyi            | Vanuatu         | Lig.           | Papúa Nueva Guinea   |
| 2004 Detalle                         | Australia       | Australia     | Lig.           | Nueva Zelanda   | Vanuatu         | Lig.           | Fiyi                 |
| 2008 Detalle                         | Fiyi            | Islas Salomón | Lig.           | Tahití          | Vanuatu         | Lig.           | Nueva Zelanda        |
| 2009 Detalle                         | Fiyi            | Islas Salomón | 8:1            | Fiyi            | Vanuatu         | 6:2            | Nueva Caledonia      |
| 2010 Detalle                         | Fiyi            | Islas Salomón | Lig.           | Fiyi            | Nueva Zelanda   | Lig.           | Vanuatu              |
| 2011 Detalle                         | Fiyi            | Islas Salomón | 6:4            | Tahití          | Nueva Zelanda   | 1:1 (5:4 pen.) | Vanuatu              |
| 2013 Detalle                         | Nueva Zelanda   | Australia     | 5:1            | Malasia         | Nueva Zelanda   | 1:0            | Tahití               |
| 2014 Detalle                         | Nueva Caledonia | Malasia       | Lig.           | Nueva Caledonia | Nueva Zelanda   | Lig.           | Tahití               |
| 2016 Detalle                         | Fiyi            | Islas Salomón | Lig.           | Nueva Zelanda   | Tahití          | Lig.           | Vanuatu              |
| Copa de Naciones de Futsal de la OFC |                 |               |                |                 |                 |                |                      |
| 2019 Detalle                         | Nueva Caledonia | Islas Salomón | 5:5 (2:1 pen.) | Nueva Zelanda   | Tahití          | 5:5 (3:1 pen.) | Nueva Caledonia      |
| 2022 Detalle                         | Fiyi            | Nueva Zelanda | 6:2            | Islas Salomón   | Nueva Caledonia | 5:3            | FFA President's Five |
| 2023 Detalle                         | Nueva Zelanda   | Nueva Zelanda | 5:0            | Tahití          | Islas Salomón   | 5:3            | Fiyi                 |

## Palmarés
En cursiva, los años en que el equipo logró dicha posición como local.
| Equipo                    | Campeón                                | Subcampeón           | Tercer lugar                     | Cuarto lugar         |  |
| ------------------------- | -------------------------------------- | -------------------- | -------------------------------- | -------------------- |  |
| Islas Salomón             | 6 (2008, 2009, 2010, 2011, 2016, 2019) | 1 (2022)             | 1 (2023)                         |                      |  |
| Australia                 | 5 (1992, 1996, 1999, 2004, 2013)       |                      |                                  |                      |  |
| Nueva Zelanda             | 2 (2022, 2023)                         | 3 (2004, 2016, 2019) | 5 (1992, 2010, 2011, 2013, 2014) | 1 (2008)             |  |
| Malasia                   | 1 (2014)                               | 1 (2013)             |                                  |                      |  |
| Tahití                    |                                        | 3 (2008, 2011, 2023) | 2 (2016, 2019)                   | 2 (2013, 2014)       |  |
| Fiyi                      |                                        | 3 (1999, 2009, 2010) | 1 (1996)                         | 2 (2004, 2023)       |  |
| Vanuatu                   |                                        | 2 (1992, 1996)       | 4 (1999, 2004, 2008, 2009)       | 3 (2010, 2011, 2016) |  |
| Nueva Caledonia           |                                        | 1 (2014)             | 1 (2022)                         | 2 (2009, 2019)       |  |
| Samoa                     |                                        |                      |                                  | 1 (1996)             |  |
| Papúa Nueva Guinea        |                                        |                      |                                  | 1 (1999)             |  |
| Fiyi FFA President's Five |                                        |                      |                                  | 1 (2022)             |  |

## Estadísticas

### Tabla histórica
Actualizado a la edición 2023.
| Pos. | Equipo             | Parts. | PJ | PG | PE | PP | GF  | GC  | DG   | Pts |
| ---- | ------------------ | ------ | -- | -- | -- | -- | --- | --- | ---- | --- |
| 1    | Nueva Zelanda      | 12     | 61 | 37 | 5  | 19 | 266 | 178 | +88  | 116 |
| 2    | Islas Salomón      | 10     | 49 | 37 | 3  | 9  | 321 | 148 | +173 | 114 |
| 3    | Vanuatu            | 14     | 69 | 31 | 5  | 33 | 272 | 265 | +7   | 98  |
| 4    | Fiyi               | 11     | 57 | 26 | 4  | 27 | 237 | 222 | +15  | 82  |
| 5    | Australia          | 5      | 26 | 26 | 0  | 0  | 182 | 20  | +162 | 78  |
| 6    | Tahití             | 8      | 41 | 18 | 7  | 16 | 151 | 106 | +45  | 61  |
| 7    | Nueva Caledonia    | 10     | 48 | 16 | 5  | 27 | 195 | 210 | –15  | 53  |
| 8    | Malasia            | 2      | 9  | 6  | 1  | 2  | 44  | 27  | +17  | 19  |
| 9    | Papúa Nueva Guinea | 1      | 6  | 3  | 1  | 2  | 23  | 16  | +7   | 10  |
| 10   | Samoa              | 5      | 23 | 3  | 0  | 20 | 48  | 166 | –118 | 9   |
| 11   | Samoa Americana    | 1      | 5  | 1  | 0  | 4  | 8   | 34  | –26  | 3   |
| 12   | Kiribati           | 1      | 4  | 1  | 0  | 3  | 9   | 54  | –45  | 3   |
| 13   | Islas Cook         | 1      | 6  | 0  | 0  | 6  | 6   | 27  | –21  | 0   |
| 14   | Tonga              | 1      | 5  | 0  | 0  | 5  | 6   | 52  | –46  | 0   |
| 15   | Tuvalu             | 3      | 16 | 0  | 0  | 16 | 17  | 146 | –129 | 0   |

### Participaciones
| N.º de part. | Selección            | Año                                                                                |
| ------------ | -------------------- | ---------------------------------------------------------------------------------- |
| 14           | Vanuatu              | 1992, 1996, 2000, 2004, 2008, 2009, 2010, 2011, 2013, 2014, 2016, 2019, 2022, 2023 |
| 12           | Nueva Zelanda        | 1992, 2000, 2004, 2008, 2010, 2011, 2013, 2014, 2016, 2019,2022, 2023              |
| 11           | Fiyi                 | 1996, 2000, 2004, 2008, 2009, 2010, 2011, 2016, 2019, 2022, 2023                   |
| 10           | Islas Salomón        | 2004, 2008, 2009, 2010, 2011, 2013, 2016, 2019, 2022, 2023                         |
| 10           | Nueva Caledonia      | 2008, 2009, 2010, 2011, 2013, 2014, 2016, 2019, 2022, 2023                         |
| 8            | Tahití               | 2008, 2010, 2011, 2013, 2014, 2016, 2019, 2023                                     |
| 5            | Australia            | 1992, 1996, 2000, 2004, 2013                                                       |
| 5            | Samoa                | 1996, 2000, 2004, 2022, 2023                                                       |
| 3            | Tuvalu               | 2008, 2010, 2011                                                                   |
| 3            | Tonga                | 2019, 2022, 2023                                                                   |
| 2            | Malasia              | 2013, 2014                                                                         |
| 1            | Papúa Nueva Guinea   | 2000                                                                               |
| 1            | Islas Cook           | 2000                                                                               |
| 1            | Kiribati             | 2011                                                                               |
| 1            | Samoa Americana      | 2019                                                                               |
| 1            | FFA President's Five | 2022                                                                               |

## Desempeño
| Equipo               | 1992 | 1996 | 1999 | 2004 | 2008 | 2009 | 2010 | 2011 | 2013 | 2014 | 2016 | 2019 | 2022 | 2023 | Años |
| -------------------- | ---- | ---- | ---- | ---- | ---- | ---- | ---- | ---- | ---- | ---- | ---- | ---- | ---- | ---- | ---- |
| Samoa Americana      | ×    | ×    | x    | ×    | ×    | ×    | ×    | ×    | ×    | ×    | ×    | 7º   | ×    | ×    | 1    |
| Australia            | 1º   | 1º   | 1º   | 1º   |      |      |      |      | 1º   |      |      |      |      |      | 5    |
| Islas Cook           | ×    | ×    | 7º   | ×    | ×    | ×    | ×    | ×    | ×    | ×    | ×    | ×    | ×    | ×    | 1    |
| Fiyi                 | ×    | 3º   | 2º   | 4º   | 5º   | 2º   | 2º   | 5º   | ×    | ×    | 6º   | 5º   | 6º   | 4º   | 11   |
| FFA President's Five |      |      |      |      |      |      |      |      |      |      |      |      | 4º   |      | 1    |
| Kiribati             |      |      |      |      | ×    | ×    | ×    | 7º   | ×    | ×    | ×    | ×    | ×    | ×    | 1    |
| Malasia              |      |      |      |      |      |      |      |      | 2º   | 1º   |      |      |      |      | 2    |
| Nueva Caledonia      | ×    | ×    | ×    | ×    | 6º   | 4º   | 5º   | 6º   | 8º   | 2º   | 5º   | 4º   | 3º   | 5º   | 10   |
| Nueva Zelanda        | 3º   | ×    | 5º   | 2º   | 4º   | ×    | 3º   | 3º   | 3º   | 3º   | 2º   | 2º   | 1º   | 1º   | 12   |
| Papúa Nueva Guinea   | ×    | ×    | 4º   | ×    | ×    | ×    | ×    | ×    | ×    | ×    | ×    | ×    | ×    | ×    | 1    |
| Samoa                | ×    | 4º   | 6º   | 6º   | ×    | ×    | ×    | ×    | ×    | ×    | ×    | ×    | 7º   | 7°   | 5    |
| Islas Salomón        | ×    | ×    | ×    | 5º   | 1º   | 1º   | 1º   | 1º   | 5º   | ×    | 1º   | 1º   | 2º   | 3º   | 10   |
| Tahití               | ×    | ×    | ×    | ×    | 2º   | ×    | 6º   | 2º   | 4º   | 4º   | 3º   | 3º   | ×    | 2º   | 8    |
| Tonga                | ×    | ×    | ×    | ×    | ×    | ×    | ×    | ×    | ×    | ×    | ×    | 8º   | 8º   | 8º   | 3    |
| Tuvalu               |      |      |      |      | 7º   | ×    | 7º   | 8º   | ×    | ×    | ×    | ×    | ×    | ×    | 3    |
| Vanuatu              | 2º   | 2º   | 3º   | 3º   | 3º   | 3º   | 4º   | 4º   | 6º   | 5º   | 4º   | 6º   | 5º   | 6º   | 14   |
| Total                | 3    | 4    | 7    | 6    | 7    | 4    | 7    | 8    | 8    | 5    | 6    | 8    | 8    | 8    |      |

### Simbología
| - 1º – Campeón - 2º – Finalista - 3º – 3º Lugar - 4º – 4º Lugar - SF – Semifinales - 5º-8º — Del quinto al octavo lugar - QF — Cuartos de final - GS — Fase de grupos | - R2 — Segunda ronda - R1 — Primera ronda - q — Clasificado - • – No clasificó - × — No participó - × — Se retiró / Prohibido / Participación no aceptada por la FIFA - — Anfitrión - – No era miembro OFC |

## Desempeño en los mundiales
| Equipo        | 1989 | 1992 | 1996 | 2000 | 2004 | 2008 | 2012 | 2016 | 2021 | 2024 | Total |
| ------------- | ---- | ---- | ---- | ---- | ---- | ---- | ---- | ---- | ---- | ---- | ----- |
| Australia     | GS   | GS   | GS   | GS   | GS   |      |      |      |      |      | 5     |
| Islas Salomón |      |      |      |      |      | GS   | GS   | GS   | GS   |      | 4     |
| Nueva Zelanda |      |      |      |      |      |      |      |      |      | GS   | 1     |

### Simbología
| - 1º – Campeón - 2º – Finalista - 3º – 3º Lugar - 4º – 4º Lugar - QF – Cuartos de final | - R2 — Segunda ronda - R1 — Primera ronda - — Anfitrión - – No era miembro OFC - q — Clasificado |